# (19318) Somanah
(19318) Somanah  es un asteroide perteneciente al cinturón de asteroides, descubierto el 2 de diciembre de 1996 por Francesco Manca y Marco Cavagna desde el Observatorio Astronómico Sormano, en Italia.

## Designación y nombre
Somanah se designó inicialmente como 1996 XB2.
Más adelante fue nombrado en honor al astrofísico de la Universidad de Islas Mauricio Radhakhrishna Dinesh Somanah (n. 1960).

## Características orbitales
Somanah orbita a una distancia media del Sol de 2,3491 ua, pudiendo acercarse hasta 1,7880 ua y alejarse hasta 2,9103 ua. Tiene una excentricidad de 0,2388 y una inclinación orbital de 24,3751° grados. Emplea en completar una órbita alrededor del Sol 1315 días.

## Características físicas
Su magnitud absoluta es 13,8. Tiene 4,252 km de diámetro. Su albedo se estima en 0,323.